# Onthophagus purpureicollis
Onthophagus purpureicollis là một loài bọ cánh cứng trong họ Bọ hung (Scarabaeidae).